# Fulco III de Anjou
Fulco III de Anjou (?, 972 ¿984?-Metz, 21 de junio de 1040), llamado también Fulco Nerra, El Halcón Negro o El Constructor, fue un noble y jefe militar francés, Conde de Anjou (987-1040).
Fulco Nerra amplió y consolidó los dominios del condado de Anjou, en disputa con otros nobles rivales, incrementando su poder e influencia en la corte del reino de Francia. Impulsó la construcción de numerosas fortalezas y edificios religiosos en Turena y Anjou, como el castillo de Montboyau o la abadía de Beaulieu. De carácter impulsivo y contradictorio, a la vez violento y piadoso, tanto sus abusos como hazañas han sido ensalzadas por biógrafos e historiadores forjando una de las figuras legendarias de la Edad Media francesa.

## Biografía

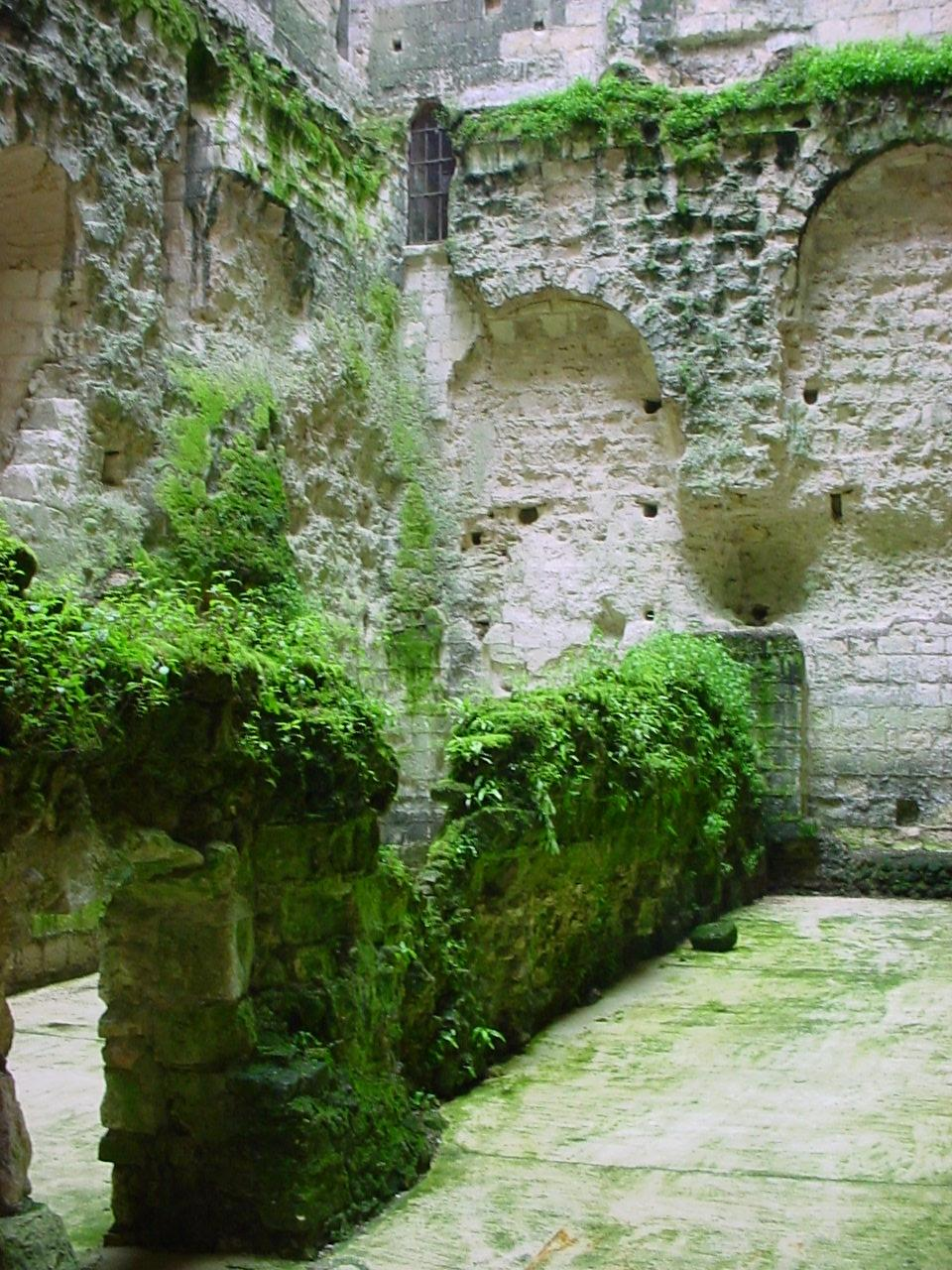
El jardín de su casa.

Hijo de Godofredo I (938-987), conde de Anjou y de Adela de Vermandois, sucedió en el condado a su padre quien había recuperado los límites del Condado de Anjou y destacado por su valor en las campañas del Rey Lotario de Francia contra los Normandos.
Al heredar el condado debió enfrentar una coalición de Odo I, conde de Blois y Conan I de Rennes. Derrotó y mató a Conan en la batalla de Conquereuil el 27 de junio de 992 y recuperó Nantes. Tras esto, estableció una fortaleza en Langeais, en las cercanías de Tours, en posesión de Odo. Pudo conservar la posición con el apoyo del rey Hugo Capeto y la posterior muerte de Odo I le permitió capturar la ciudad en 996. Pero, en 977 el sucesor de Hugo Capeto, Roberto II recuperó la ciudad.
En 1016 comenzó una guerra contra Odo II, el nuevo conde de Blois, quien fue completamente derrotado en Pontlevoy el 6 de julio de 1016. Diez años después, mientras Odo II sitiaba la fortaleza de Montboyau (Indre-et-Loire), Fulco tomó por sorpresa Saumur.
El enfrentamiento entre la casa de Anjou y Blois se resolvería finalmente cuando, Godofredo II de Anjou, hijo y sucesor de Fulco el Negro, derrotó a Teobaldo III de Blois en la batalla de Nouy en el año 1044. Esta victoria dio a los angevinos el control de Turena.
La crueldad de Fulco era proverbial, ya fuera con sus enemigos, sus súbditos o su propia familia. En el año 999, habiendo sorprendido a Elizabeth De Vendôme, su primera mujer, con otro hombre, ordenó quemarla viva vestida con su traje de novia.
Casó luego con Hildegarde de Aquitania en 1001, quien daría a luz a su heredero en 1006.
Variaba por cálculo o temperamento entre la crueldad y la penitencia. Realizó varias peregrinaciones a Jerusalén. Trajo supuestas reliquias: un trozo de la piedra del Santo Sepulcro que, según contaba, pudo sacar con los dientes al ablandarse milagrosamente en el momento de besar la piedra, y un pedazo de la "Vera Cruz" que compró a los guardianes del santuario.
Además de por "el Negro", también se le conoció como "el Constructor", por sus trabajos en fortificaciones y la construcción de abadías.
Murió en Metz el 25 de junio de 1040, cuando regresaba de una peregrinación a Tierra Santa.

## Descendencia
De su primera esposa, Isabel, tuvo una hija:
- Adela

De su segunda esposa (1001), Hildegarda de Sundgau, tuvo dos hijos:
- Godofredo Martel, su sucesor
- Ermengarde-Blanche[2]

## Un constructor
Fulco Nerra pasó su vida fortificando sus tierras con imponentes construcciones, por todo el Anjou, la Touraine y el Poitou. Fue él quien construyó las fortalezas de Loches, Langeais, Montbazon, Montrésor, Semblançay e incluso algunas abadías (Beaulieu-lès-Loches). Es célebre por sus altos donjons cuadrados de unos treinta metros que aún son visibles hoy en día.
Fue también él quien hizo construir los castillos de  Montrichard, Villentrois, Loudun, Moncontour, Brissac, Baugé, Durtal, Château-Gontier y también la iglesia de San Nicolás y la abadía de Ronceray, en Angers, y la iglesia de St-Aubin en Blaison.

## Literatura
- Bachrach, Bernard S. Fulk Nerra, the Neo-Roman Consul, 987-1040: a Political Biography of the Angevin Count. University of California Press, 1993.
- Erdoes, Richard. AD 1000: Living on the Brink of Apocalypse, 1988
- Fichtenau, Henry. Living in the Tenth Century, 1991.